# Grądy (powiat łęczyński)
Grądy – wieś w Polsce położona w województwie lubelskim, w powiecie łęczyńskim, w gminie Ludwin.
W latach 1975–1998 miejscowość należała administracyjnie do województwa lubelskiego.
Wieś stanowi sołectwo w gminie Ludwin. Według Narodowego Spisu Powszechnego z roku 2011 wieś liczyła 257 mieszkańców.